# Moldaviens liberaldemokratiska parti
Moldaviens liberaldemokratiska parti (moldaviska: Partidul Liberal Democrat din Moldova, PLDM).